# زمین‌لرزه ۱۹۲۹ شیلی
زمین‌لرزه شیلی  در تاریخ ۱۹ اکتبر ۱۹۲۹ میلادی، برابر با ‎۲۷ مهر ۱۳۰۸، ساعت ۱۰:۱۲:۵۱ به زمان یوتی‌سی در شیلی رخ داد. ژرفای این زلزله ۳۵ کیلومتر بود. بزرگی آن ۷٫۴ در مقیاس mB اعلام شده‌است. زمین‌لرزه به وقت محلی در روز شنبه، ساعت ۶ روی داده و منطقه زمانی آن یوتی‌سی -۴ بوده‌است (با لحاظ تغییر ساعت تابستانی).
سازمان زمین‌شناسی آمریکا نیز جای این زمین‌لرزه را در مختصات ۲۳°جنوبی ۶۹°غربی / ۲۳°جنوبی ۶۹°غربی و بزرگی آنرا برابر با ۷٫۵ در مقیاس ریشتر اعلام کرده‌است. ژرفای گزارش شده از سوی این سازمان ۱۰۰ کیلومتر می‌باشد.